# Tyringemossen
Tyringemossen är ett naturreservat i Osby kommun i Skåne län.
Området är naturskyddat sedan 2013 och är 28 hektar stort. Reservatet är en av tre naturreservat inom Vakö myr och fick sin nuvarande utseende efter en stor brand 1992 som innebar att myrens vattennivå höjdes.